# فيليب لامار
فيليب لامار (بالإنجليزية: Phillip Lamarre)‏ هو لاعب كرة قدم أمريكي في مركز حراسة المرمى، ولد في 18 سبتمبر 1987 في بلانتيشن في الولايات المتحدة. لعب مع Tampa Bay Rowdies ‏.